# Dubrovenski Rajon
Dubrovenski Rajon (vitryska: Дубровенскі Раён, ryska: Дубровенский район) är ett distrikt i Belarus.   Det ligger i voblasten Vitsebsks voblast, i den nordöstra delen av landet, 220 km öster om huvudstaden Minsk. Antalet invånare är 16 974. Arean är 1 250 kvadratkilometer.
Terrängen i Dubrovenski Rajon är platt.